# إيما دومون
إيما دومون (بالإنجليزية: Emma Dumont)‏ هي عارضة وراقصة وممثلة أمريكية، ولدت في 15 نوفمبر 1994 في الولايات المتحدة.

## أعمال

### أفلام
- (2014) خطيئة متأصلة[5]

### مسلسلات
- الكاذبات الصغيرات الجميلات

## وصلات خارجية
- إيما دومون على موقع IMDb (الإنجليزية)
- إيما دومون على موقع ألو سيني (الفرنسية)
- إيما دومون على موقع أول موفي (الإنجليزية)
- إيما دومون على موقع قاعدة بيانات الفيلم (الإنجليزية)
- إيما دومون على موقع كينوبويسك (الروسية)